# Prva HNL
SuperSport HNL eller tidigare 1. HNL, akronym för Prva hrvatska nogometna liga (Kroatiska förstaligan i fotboll), grundades år 1992 och är den högsta divisionen i fotboll i Kroatien för klubblag på herrsidan.

## Klubbar 2019/2020[2]
| Lag            | Ort           | Arena                    | Kapacitet | Placering 2018/19 |
| -------------- | ------------- | ------------------------ | --------- | ----------------- |
| Dinamo Zagreb  | Zagreb        | Maksimirstadion          | 35 423    | 1                 |
| Gorica         | Velika Gorica | Radnikstadion            | 5 000     | 5                 |
| Hajduk Split   | Split         | Poljudstadion            | 34 198    | 4                 |
| Inter Zaprešić | Zaprešić      | Stadion ŠRC Zaprešić     | 5 228     | 8                 |
| Istra 1961     | Pula          | Aldo Drosina-stadion     | 9 800     | 9                 |
| Lokomotiva     | Zagreb        | Kranjčevićevastadion     | 8 850     | 6                 |
| Osijek         | Osijek        | Gradski vrt-stadion      | 17 061    | 3                 |
| Rijeka         | Rijeka        | Rujevicastadion          | 8 279     | 2                 |
| Slaven Belupo  | Koprivnica    | Gradskistadion           | 3 205     | 7                 |
| Varaždin       | Varaždin      | Anđelko Herjavec-stadion | 8 850     | 1 (2. HNL)        |

## Vinnare
Förklaringar
| 0†0 | Serievinnare som även vann kroatiska cupen, och därmed tog hem dubbeln. |

| Säsong    | Etta (titlar)        | Tvåa              | Trea                 | Skyttekung                                                             | Skyttekung |
| Säsong    | Etta (titlar)        | Tvåa              | Trea                 | Spelare(s) (Klubb)                                                     | Mål        |
| --------- | -------------------- | ----------------- | -------------------- | ---------------------------------------------------------------------- | ---------- |
| 1992      | Hajduk Split (1)     | NK Zagreb         | Osijek               | Ardian Kozniku (Hajduk Split)                                          | 12         |
| 1992/1993 | Croatia Zagreb (1)   | Hajduk Split      | NK Zagreb            | Goran Vlaović (Croatia Zagreb)                                         | 23         |
| 1993/1994 | Hajduk Split (2)     | NK Zagreb         | Croatia Zagreb       | Goran Vlaović (Croatia Zagreb)                                         | 29         |
| 1994/1995 | Hajduk Split (3) †   | Croatia Zagreb    | Osijek               | Robert Špehar (Osijek)                                                 | 23         |
| 1995/1996 | Croatia Zagreb (2) † | Hajduk Split      | Varteks              | Igor Cvitanović (Croatia Zagreb)                                       | 19         |
| 1996/1997 | Croatia Zagreb (3) † | Hajduk Split      | Hrvatski Dragovoljac | Igor Cvitanović (Croatia Zagreb)                                       | 20         |
| 1997/1998 | Croatia Zagreb (4) † | Hajduk Split      | Osijek               | Mate Baturina (NK Zagreb)                                              | 18         |
| 1998/1999 | Croatia Zagreb (5)   | Rijeka            | Hajduk Split         | Joško Popović (Šibenik)                                                | 21         |
| 1999/2000 | Dinamo Zagreb (6)    | Hajduk Split      | Osijek               | Tomo Šokota (Dinamo Zagreb)                                            | 21         |
| 2000/2001 | Hajduk Split (4)     | Dinamo Zagreb     | Osijek               | Tomo Šokota (Dinamo Zagreb)                                            | 20         |
| 2001/2002 | NK Zagreb (1)        | Hajduk Split      | Dinamo Zagreb        | Ivica Olić (NK Zagreb)                                                 | 21         |
| 2002/2003 | Dinamo Zagreb (7)    | Hajduk Split      | Varteks              | Ivica Olić (Dinamo Zagreb)                                             | 16         |
| 2003/2004 | Hajduk Split (5)     | Dinamo Zagreb     | Rijeka               | Robert Špehar (Osijek)                                                 | 18         |
| 2004/2005 | Hajduk Split (6)     | Inter Zaprešić    | NK Zagreb            | Tomislav Erceg (Rijeka)                                                | 17         |
| 2005/2006 | Dinamo Zagreb (8)    | Rijeka            | Varteks              | Ivan Bošnjak (Dinamo Zagreb)                                           | 22         |
| 2006/2007 | Dinamo Zagreb (9) †  | Hajduk Split      | NK Zagreb            | Eduardo da Silva (Dinamo Zagreb)                                       | 34         |
| 2007/2008 | Dinamo Zagreb (10) † | Slaven Belupo     | Osijek               | Želimir Terkeš (Zadar)                                                 | 21         |
| 2008/2009 | Dinamo Zagreb (11) † | Hajduk Split      | Rijeka               | Mario Mandžukić (Dinamo Zagreb)                                        | 16         |
| 2009/2010 | Dinamo Zagreb (12)   | Hajduk Split      | Cibalia              | Davor Vugrinec (NK Zagreb)                                             | 18         |
| 2010/2011 | Dinamo Zagreb (13) † | Hajduk Split      | RNK Split            | Ivan Krstanović (NK Zagreb)                                            | 19         |
| 2011/2012 | Dinamo Zagreb (14) † | Hajduk Split      | Slaven Belupo        | Fatos Bećiraj (Dinamo Zagreb)                                          | 15         |
| 2012/2013 | Dinamo Zagreb (15)   | Lokomotiva        | Rijeka               | Leon Benko (Rijeka)                                                    | 19         |
| 2013/2014 | Dinamo Zagreb (16)   | Rijeka            | Hajduk Split         | Duje Čop (Dinamo Zagreb)                                               | 22         |
| 2014/2015 | Dinamo Zagreb (17) † | Rijeka            | Hajduk Split         | Andrej Kramarić (Rijeka)                                               | 21         |
| 2015/2016 | Dinamo Zagreb (18) † | Rijeka            | Hajduk Split         | Ilija Nestorovski (Inter Zaprešić)                                     | 25         |
| 2016/2017 | Rijeka (1) †         | Dinamo Zagreb     | Hajduk Split         | Márkó Futács (Hajduk Split)                                            | 18         |
| 2017/2018 | Dinamo Zagreb (19) † | Rijeka            | Hajduk Split         | El Arabi (Dinamo Zagreb)                                               | 17         |
| 2018/2019 | Dinamo Zagreb (20)   | Lokomotiva Zagreb | Rijeka               | Mijo Caktaš (Hajduk Split)                                             | 19         |
| 2019/2020 | Dinamo Zagreb (21)   | Osijek            | Rijeka               | Mijo Caktaš (Hajduk Split) Antonio Čolak (Rijeka) Mirko Marić (Osijek) | 20         |
| 2020/2021 | Dinamo Zagreb (22)   | Rijeka            | Osijek               | Ramón Miérez (Osijek)                                                  | 22         |
| 2021/2022 | Dinamo Zagreb (23)   | Hajduk Split      | Osijek               | Marko Livaja (Hajduk)                                                  | 28         |

Namnbyten:
- Dinamo Zagreb bytte namn till "HAŠK Građanski" i juni 1991 och i februari 1993 till "Croatia Zagreb". De vann fem raka serietitlar och spelade säsongerna 1998/1999 och 1999/202000 i UEFA Champions League under detta namn innan namnet ändrades tillbaka till "Dinamo Zagreb" i februari 2000.
- NK Varaždin hette "Varteks" från 1958 fram till juni 2010.
- Koprivnica-klubben Slaven Belupo hette "Slaven" till 1992. De kallades därefter "Slaven Bilokalnik" från 1992 till 1994 innan man bytte namn 1994 av sponsorskäl. Då UEFA inte tillåter sponsornamn kallas klubben "Slaven Koprivnica" i europeiskt cupspel samt på UEFA:s officiella webbplats.

### Fotnoter
1. ↑  ”Croatia - List of Champions” (på engelska). RSSSF. 29 april 1992. http://www.rsssf.com/tablesk/kroachamp.html. Läst 2 november 2014.
2. ↑  ”Arkiverade kopian”. Arkiverad från originalet den 29 juni 2019. https://web.archive.org/web/20190629070707/http://prvahnl.hr/prva-liga/ljestvica/. Läst 28 juni 2019.